# Ши’ар
Ши’ар (/ʃiːˈɑr/, англ. Shi'ar) — вид инопланетян, появляющихся в комиксах издательства Marvel Comics. Империя Ши’ар также называется «Аэри», представляет собой обширное скопление инопланетных видов, культур и миров, расположенных рядом с империями Скруллов и Крии, и наряду с ними является одной из трёх основных инопланетных империй во Вселенной Marvel.

## История публикации
Первое появление инопланетной расы Ши’ар произошло в X-Men vol. 1 #97 (февраль 1976) и были созданы писателем Крисом Клермонтом и художником Дейвом Кокумом.

## Биология
Ши’ары — холоднокровные гуманоиды птичьего происхождения; Они напоминают людей с пернатыми гребнями на головах вместо волос. Существуют два разных стиля: у большинства Ши’аров, особенно у аристократов, есть перья, прорастающие в треугольной форме от лица, один пик на верхней части головы и один пик на каждой стороне немного над плечом; Другая широко распространенная «прическа» с двух сторон густая и очень плоская сверху.
Внутренне они имеют светлые полые кости, а на их предплечьях все ещё есть некоторые рудиментарные перья оставшиеся от крыльев, которые были потеряны за миллионы лет эволюции. Средний Ши’ар может поднимать 1 тонну в земной гравитации и имеет гораздо большую выносливость, чем средний человек. У большинства Ши’аров нет других особых способностей, хотя некоторые из них являются генетическими выбросами. У этих людей есть крылья, которые позволяют им летать.
Ши’ары считают их потомство яйцами. Их воспитывают в специальных палатах, а детей называют птенцами.

## Технологии
Ши’ары обладают технологиями, присущими большинству чужих рас Marvel, в том числе:
- Космические корабли, способные двигаться быстрее скорости света
- Энергетическое оружие на своих кораблях и в их ручном оружии
- Силовые поля
- Связь со скоростью выше скорости света
- Технология телепортации

Ши’ары также обладают довольно необычными для них технологиями, в том числе:
- Технология голограмм: используется Людьми Икс в их Опасной комнате.
- Технология клоакинга: превращение корабля в совершенно невидимый летательный аппарат: используется Людьми Икс на их самолёте Тёмная птица.
- Звездные врата: устройства в сетевой системе. Они используются для перемещения на далекие расстояния, включая мгновенное перемещение между галактиками. Существуют планетарные звёзды (используемые для личного путешествия в другие солнечные системы и галактики) и огромные космические версии (используемые для прохождения космических кораблей).
- Технология Starcracker: это идеальное оружие Шиара. Starcracker заставляет звезды покинуть сверхновые.

Согласно заявлению Эммы Фрост в The Astonishing X-Men #9, большинство, если не все технологии Ши’ар являются разумными.

## Культура

### Философия
Традиционно Империум агрессивно впитывал новые культуры. Ограниченная серия Уорена Эллиса в 1995 году Starjammers где описал историю божеств Ши’ара Шарра и К’итри как притчу, которая направляет философию Ши’ар экспансионизма в другие миры:
"Шарра и К’итри — боги в браке. Боги, которые не хотели жениться, но были вынуждены вступить в брак, они нашли силу и силу, они нашли любовь. Это то, что делает Император Шиара. Женится на других культурах. Свадьбы с дробовиками ".
Существуют агрессивные и жестокие древние традиции, такие как обряд Арин’нна Хаелара, который является битвой до смерти. Этот обряд можно использовать для урегулирования разногласий, и их результаты принимаются Империумом.
Писатель Людей Икс Эд Брубейкер сравнивал Ши’аров с Ромуланцами из Звездного пути, говоря, что они «умные, агрессивные и средние».

### Политика
Хотя империя превратилась в сотни тысяч разных разумных видов и миров, раса Ши’ар контролирует и управляет империей. Его центральная база власти находится на «троне мира» Чандилар, а родной мир Ши’ара называется «Аэри» (неизвестно, существует ли ещё планета). Руководителю империи присвоено звание «Маджестор» (мужчина) или «Маджестрикс» (женщина) и является наследственным положением, занимаемым членами королевской семьи Ши’ар. Раньше семья Нерамани представляла королевскую родословную.
Ши’арская империя — одна из самых передовых и экспансивных цивилизаций во Вселенной, охватывающая целые галактики. В основном это экономический кооператив, где его движущей силой является торговля с другими галактическими силами. Не все расы имеют одинаковые права в Империуме, поскольку ши’ары, похоже, оказывают непропорциональное влияние на его управление.
Он номинально управляется высшим советом, в котором есть представители от большинства большинства инопланетных рас, которые существуют в Империуме. Однако на практике глава совета (Маджестор или Маджестрикс) осуществляет сильный исполнительный контроль и может устанавливать политику практически по указу.
Лидер империи защищен его собственной личной охраной под названием Имперская гвардия, которая состоит из самых могущественных и элитных солдат со всей Империи. Императорскую гвардию возглавляет претор. Сам военный (за пределами Имперской гвардии) изображен как состоящий почти исключительно из кадров Ши’ар по крайней мере на большинстве командных позиций.
Несмотря на воинственную и милитаристскую родословную, ши’арская империя в значительной степени занимала роль миротворцев во многих межзвездных делах. Просто, чтобы назвать несколько императрица Лиландра Нерамани попыталась бросить мир между Империей Крии и Империей Скруллов, чтобы помочь положить конец их разрушительной войне: она искала межзвездное согласие, когда решала как положить конец угрозе Тёмного Феникса и попыталась отомстить за уничтожение Тарнакса 4, престола Скруллов, Галактусом.
Однако Императрица Лиландра лично отвечала за разрешение использования оружия «Нега-бомбы», разрушившего Империю Крии в ходе операции «Галактическая буря» и что Ши’ары были ключевыми в вторжении и сдерживании Земли во время События Максимальной безопасности. Одним из последних зверств, совершенных Ши’ар было распоряжение об уничтожении семьи Джин Грей, чтобы подавить любые будущие конфликты с сущностью Феникса.

### Отношения к искусству
Ши’ар рассматривает художественное творчество как признак безумия и отвращения, поскольку им не хватает мечты. Ши’ары, которые способны мечтать и творить, делают все возможное, чтобы подавить свои импульсы. Раньше исполнение было обычным средством для таких «инфекций». Раса под названием «Фианден» имела возможность заставить любого Ши’ара мечтать; Это вызвало массовую кататонию и безумие в большинстве Ши’аров, хотя небольшое подмножество, которое уже может мечтать о выздоровлении после небольшой задержки. Фианден был уничтожен массовым геноцидом. После того, как они были использованы для уничтожения Фиандена, Ши’ары казнили всех естественных мечтателей, чтобы очистить пятно от их родословных. Тем не менее, эта черта все ещё возникает периодически, в продолжение насильственных репрессий.

## Биография

### Сага о Фениксе
Д’Кен Нерамани, коррумпированный правитель Шиэара, попытался использовать мощный кристалл М’Краана, чтобы захватить вселенную. Его младшая сестра Лиландра и её новые союзники Люди Икс сорвали его планы. Он был в коматозном кристалле, и затем Лиландра овладела Маджестреей империи Ши’ара. Люди Икс, как и большинство других супергероев Земли, с тех пор имели сердечные, если не дружеские отношения с Ши’арской империей.

### Испытание Галактуса
Ши’ар поставил Рида Ричардса на суд за преступления геноцида. Он был виноват в возрождении Галактуса после того, как он был побежден на Земле. Вскоре после его возрождения Галактус начал потреблять престольный мир Скруллов, в результате чего погибли миллиарды. Уату Наблюдатель, действуя как его адвокат и с помощью Одина и Галактуса, убедил собравшийся трибунал, что Галактус является необходимой силой улучшения вселенной, а не злодея. Это было сделано путем вызова Вечности. Правда, как показывает Вечность, настолько велика и непреодолима, что ни один из членов трибунала не может полностью её запомнить, хотя понимание остается.

### Смертельная птица, Война Крии с Ши’ар и Спартой
В 1980-е годы Лиландра и неуправляемый старший брат Д’Кен, предприняли несколько попыток свергнуть свою сестру Смертельную птицу от власти.
В 1992 году кроссовер Operation: Galactic Storm, Ши’ар аннексировал Империю Крии в конце войны Крии с Ши’ар, а Смертельная птица заняла видное место в качестве наместника Халы, родного мира Крии. Тем не менее, Смертельная птица не продержалась долго в этом положении, и нынешний статус территорий Крии стал неясен.
Ши’ар недавно связался со Спартой.

### Фаланга
Империя оказалась под угрозой «техно-органической» чужой расы, известной как Фаланга, после того, как они проникли в Ши’арскую империю как «Чистые», убив десятки тысяч человек до того, как Люди Икс сражались с ними на престоле Ши’ара И отделил вирус передачи от своих хостов, убив большую часть этих Фаланговцев

### Кассандра Нова
Злая сестра-близнец Ксавьера, Кассандра Нова в одиночку уничтожает значительную часть Ши’арской империи. Нова утверждает, что это тело её брата, Нова получает контроль над императрицей Лиландрой и вызывает гражданскую войну Ши’ара. Джин Грей играет важную роль в прекращении этой угрозы.

### Phoenix Endsong & End of Greys
Несмотря на то, что Джин Грей сделала для Ши’ар большую услугу, устранив угрозу Кассандры Новы, Ши’ар все ещё хотят чтобы она умерла. В серии Phoenix Endsong группа Ши’аров попыталась навсегда убить Силу Феникса и Джин Грей. Джин однако избежала своей участи террористической атаки и вернулась в «Белую горячую комнату», чтобы восстановить себя. В сюжетной дуге End of Greys Ши’ар хотели уничтожить генный геном и Квентина Кваира с целью исключить возможность появления нового мутанта уровня Омега который станет хозяином для Силы Феникса. Коммандос смерти Ши’ара убил отца, племянницу и племянницу Джин Грей в чужом вторжении на Землю, тем самым разжигая гнев дочери Жаны Рэйчел Саммерс, которая поклялась отомстить всей империи Ши’ар. Недавние события, похоже указывают на то, что Ши’арский совет несет за это ответственность, и что Лиландра не знает, что было сделано от её имени.

### Падение Ши’ар
Другая угроза для расы Ши’ар исходит от злодея Людей Икс по имени Вулкан. Во время своего пребывания на посту величайшей империи Д’Кен убил мать Вулкана Кэтрин Саммерс (также мать в давние времена Людей Икс Скотта и Алекса Саммерс) и сделал его рабом для большей части его подростковой жизни. Нагнувшись на месть против Д’Кена, Вулкан атаковал Империю. Не только это, но и внутри империи есть переворот, чтобы свергнуть Лиландру и вернуть Д’Кена к власти с помощью Смертоносца. Люди Икс снова объединились со своими союзниками по космосу, Звездными стрелками, чтобы остановить как Вулкана и заговор, чтобы вернуть правительству империи Д’Кена. В конце концов, Вулкан убивает своего отца, Корсара и Д’Кена и берет на себя трон империи Ши’ар на себя, а Смертельная птица — его королева; Лиландра и Старжаммеры теперь ведут сопротивление против власти Вулкана. Это происходит в 12-й эссе под названием «Восстание и падение империи Ши’ар».

### Император Вулкан
Гражданская война между силами Вулкана и теми, кто верен свергнутой Лиландре. Во главе с Хавоком и Старжаммерами силы Лиландры постепенно уклоняются от сил Вулкана, которые страдают от дезертиров. Ши’ары вопреки ожиданиям Вулкана не рады тому, что их повелитель посторонний. Вулкана это обескураживает, но Смертельная птица убеждает его, что они примут его.
Предупрежденный перед повстанческим налетом на Край Пера, Вулкан и его флот засадят Звездных Камней. Однако, в середине битвы его корабль Молот, разрушен Скай’ар Талом (переводится как «Смерть Ши’ару»). Вулкан и Гладиатор (все ещё претор его Императорской гвардии) атакуют лидера Скай’ар Тала и легко побеждаются, после чего они отступают глубже в пространство Ши’ара.
Женщина Марвел вступает в контакт со Старшим Скай’аром Талом и обнаруживает их истинное происхождение. Первоначально Скай’ар Тал назывался М’Крааном. В начале своей истории Ши’ар напал на них, убив большое количество их людей заставив остальных бежать спасая свою жизнь. В конце концов Ши’ар поселились на своей планете, взяли Кристалл М’Краана как свой собственный и передали легенду о М’Краанском кристалле как о священном даре от своих божеств Шарра и К’итри. Затем М’Кран изменил свое имя на «Скай’ар-Тал» и посвятил свою культуру и общество разрушению Ши’арской империи. С их первой атакой они уничтожили Край Пера, перенеся звезду, чтобы уничтожить её. После этого Вулкан вступает в контакт со Старжаммерами, чтобы вызвать временное прекращение огня.
Под прекращением огня Ши’ар и Старжаммеры решают взять Окончание, тем самым нанося ущерб самой большой угрозе Скьяра. Как только Хавок и Вулкан могут уничтожить Финальность, Старший Скайар пытается их остановить. Как только Вулкан выясняет, как работает Старший, он отделяет связь, которую Старший со своими братьями делает его бессильным. Как только связь разорвана, Scy’ar становится неорганизованным, и волна битвы переходит к Ши’ару. Затем Ши’ар приступает к нападению как на Скай’ара, так и на Старджаммеров. Тем временем Вулкан взрывает Хавока на Солнце.
Вулкан решает использовать Финалити, чтобы уничтожить Скай’ара используя оружие, чтобы поместить звезду в центр своего флота. Алекс возвращается и поглотив достаточную мощность чтобы сжечь его, решает покончить с Вулканом. Пока они сражаются, Рейчел и Корвус пытаются, но не могут остановить маяк, который вот-вот начнет атаку Ши’ара. Императорская гвардия Ши’ара завершает битву Алекса с Вулканом, появляясь вместе со Старджаммерами в плену, угрожая убить их. Перед тем, как сдаться, Алекс уничтожает Финалити. С Алексом и старейшинами, находящимися под стражей Вулкан заявляет, что вернет Ши’арской империи прежнюю славу.

### Люди Икс: Короли
Вулкан и Ши’ар были заметны в мини-серии «X-Men: Kingbreaker», которая вращается вокруг Вулкана и Старжаммеров после заключения мини-серии «Император Вулкан». Эта мини-серия привела к событию «Война королей» (англ. War of Kings).

### Война королей
История вращалась вокруг Старжаммеров, Ши’аров, Нелюдей, Крии, Стражей Галактики и Новы.
Ши’ары вступают в конфликт с Нелюдями и Крии. После предполагаемой смерти Вулкана и Чёрного грома, Гладиатор принимает трон и подчиняется Нелюдям и Крии, когда ущерб Ши’арским военным является слишком большим.

### Бесконечность
Во время сюжной линии «Infinity» Гладиатор представляет Ши’арскую империю, когда он появляется как член Галактического совета.

### All-New, All-Different Marvel
В рамках инициативы «All-New, All-Different Marvel» выяснилось, что некоторые шииты, живущие на Земле, создали шиитскую корпорацию под названием «Консолидация решений Ши’ар».
Во время сюжета Войны Асгарда с Ши’ар, боги Ши’ара Шарра и К’итри совершают «вызов богов», доставляя флот Шиара в Асгард. В Круге Бытия Шарра и К’итри используют свою пыль для создания Ши’арских гигантов, которые совершают неизбирательное убийство, заставляя жену Тора бороться с ними. Поскольку девушка Тора не смогла создать жизнь, Ши’ар выиграл цикл Бытия.

## Известные представители
- Лиландра Нерамани — Бывшая Магестрица Ши’ара, сестра Д’Кена и Смертельной птицы.[9]
- Шарра Нерамани — Коммандос Ши’ара, которая является племянницей Лиландры.[10]
- Каль’сии Нерамани / Птица Смерти — Сестра Лиландры Нерамани и Д’Кена.[11]
- Адам Нерамани[12]
- Араки — канцлер Лиландры.[13]
- Ава’дра Наганандини — член боевых птиц Ши’ар.[14]
- Цереза - член Грации.
- Д’Кен — Бывший Магистр Ши’ара и брат Лиландры и Смертельной птицы.[9]
- Электрон — Ши’арец, который является членом Императорской гвардии.
- Эрик Красный — шпион Ши’ара, который является членом Императорского агентства Ши’ар.[9]
- Фрр’докес — Ши’арец, который является Высшим директором межзвездных операций в Консолидации решений Ши’ар.[6]
- К’Тор — Вице-канцлер Лиландры.[15]
- Каардум — Генерал-майор в армии Ши’ара.[16]
- Корвус — Вельдер из клинка Феникса.[15]
- К’айтри — Одно из двух главных божеств Ши’ара. Муж Шарры.[17]
- Магик — Ши’арец, который является членом Императорской гвардии.[18]
- Малик Тарцель — Ши’арец, который был повышен до новой Нова-Прайм.[19]
- Оракул — Давний член и воин, служащий в Королевской Элите Императорской гвардии Ши’ар.[20]
- Рук’шир — Ши’арец, который является предком Корвуса и одним из хозяев Силы Феникса.[21]
- Самедор — Лорд Самедар ставший Великим адмиралом, после того как Лиландра стала императрицей Ши’ар.[22]
- Шарра — Одно из двух главных божеств шиара. Жена К"айтри.[17]
- Совл Кралден — Капитан группы спасателей различных рас.[23]
- Т’Кахар — друг Д’Кена до его падения, а затем министр мира Ши’ара.
- Уризен Ульва[24]

## Другие версии

### Ultimate Marvel
Во вселенной Ultimate Marvel Ши’ар является не инопланетной расой, а религиозной группой, чьи убеждения как говорят произошли от чужого знания. Они поклоняются Фениксу, полагая, что он бог не только разрушения, но и обновления. Их убеждения утверждают, что вся Земля была первоначально тюрьмой, созданной древними инопланетными цивилизациями, чтобы удерживать Феникса, но её присутствие в ядре привело к созданию жизни на Земле, а прямое влияние Феникса привело ко всем основным этапам эволюции для Человека и в частности привело к созданию мутантов. Ultimate версия Клуба адского пламени является ответвлением религии шиитов, которая считает, что Феникс только желает разрушения.
Недавно альтернативная версия персонажа Лиландры появилась в Ultimate Marvel, в названии Ultimate X-Men. Ultimate Лиландра не чужая, а Маджестриха Церкви Шиарского Просвещения и связывает профессора Ксавьера с предложением о финансировании огромного бюджета своей школы в обмен на возможность увидеть, является ли Джин Грей человеком-хозяином Феникса.

### Age of Apocalypse
В реальности Age of Apocalypse Империя Ши’ар была почти уничтожена Брудом. Тем не менее, Д’Кен остается Маджестором Империи, а Лиландра была казнена, а Смертельная птица возглавляет Старджамисов.

### Last Planet Standing
В ограниченной серии Last Planet Standing, установленная в альтернативной временной шкале, известной как MC2, родной мир Ши’ар разрушен Галактусом.

## Вне комиксов

### Телевидение
- Империя Ши’ар появляется в мультсериале 1990 годов Люди Икс, первое появление которого является частью Саги о Фениксе, с другими выступлениями позже, в том числе Сагой Темного Феникса.
- Ши’ары кратко упоминаются в мультсериале «Мстители: Величайшие герои Земли» в серии «Живи как Крии, или умри» как одна из вражеских расы Крии.

### Фильмы
- В мае 2015 года режиссёр фильма «Стражи Галактики» Джеймс Ганн рассказал, что 20th Century Fox имеют права на фильм для Ши’ар и Канга Завоевателя.[25]

### Видеоигры
- В игре для Sega Mega Drive X-Men Люди Икс посещают Империю Ши’ар.
- В игре Marvel: Ultimate Alliance герои отправляются на военный корабль Ши’ар, чтобы получить осколок Кристалла М’Краана.